# الصلة (مورد ماء)
الصلة هو مورد ماء في وادي ماسرة في سراة بلقرن شرقي قرى وادي دحيم.